# Fashodakonflikten

Den politiska situationen i östra och centrala Afrika 1898..

Fashodakonflikten eller Fashodaaffären var en dispyt 1898–1899 över landområden i östra Afrika mellan kolonialmakterna Storbritannien och Frankrike.

## Bakgrund
Britterna hade som mål att behärska en sammanhängande  landremsa på den afrikanska kontinenten som skulle sträcka sig från Kairo till Kapkolonin, samt att koppla ihop territorierna - inte minst mellan Egypten och Ugandaprotektoratet - med hjälp av järnväg. Fransmännen å sin sida var intresserade av att utöka sina besittningar i Afrika österut så att de även skulle omfatta Centralafrika och Sudan.

## Konflikten
En fransk expedition på 150 personer gav sig av från Gabon under ledning av Jean-Baptiste Marchand med syfte att uppnå de franska planerna på utvidgning av kolonierna och erövrandet av Sudan. Expeditionen hade initierats av den dåvarande franska utrikesministern Gabriel Hanotaux. Expeditionen besatte 10 juli 1898 ett gammalt egyptiskt fort i Fashoda i Övre Nilen. En brittisk styrka under Horatio Herbert Kitchener, även de med målet att erövra Sudan, gav sig av söderut från Egypten. Längs vägen anföll och erövrade Kitcheners trupper Omdurman och Khartoum innan de anlände till Fashoda den 18 september 1898.
Eftersom fortet i Fashoda redan var ockuperat av Frankrike när britterna anlände så ledde situationen till en konfrontation mellan expeditionerna. Trots den spända stämningen blev det aldrig någon strid mellan styrkorna, utan Marchand och Kitchener kom överens om att samtliga de egyptiska, brittiska och franska flaggorna skulle hissas över fortet.

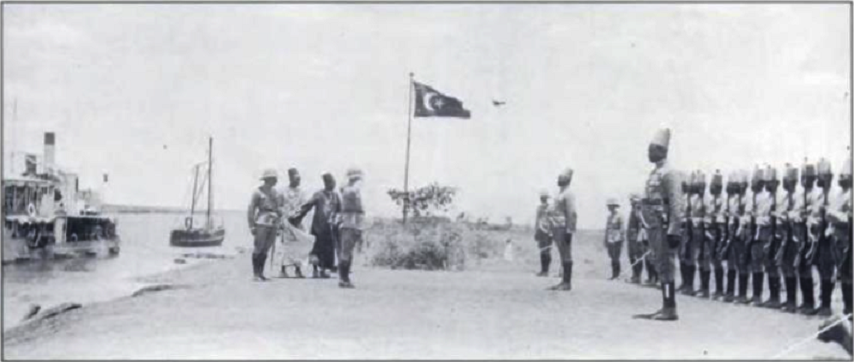
Fotografi som visar britternas ankomst till Fashoda 1898 och hissandet av den egyptiska flaggan.

Händelsen väckte starka reaktioner i Frankrike, något som den nya utrikesministern Théophile Delcassé dock valde att ignorera. Delcassé insåg händelsens globala politiska vidd och valde att ignorera händelsen av hänsyn till relationen mellan Frankrike och Storbritannien, inte minst som ett led i att få stöd av britterna mot Tyskland. Den 4 november gav Delcassé order till Marchand att dra sig tillbaka från Fashoda, samtidigt som utrikesministern gjorde territoriella anspråk på några mindre utposter som skulle ge Frankrike tillgång till den Vita Nilen. Lord Salisbury, som var Storbritanniens premiär- och utrikesminister vid tillfället, avvisade först det franska förslaget. Den 21 mars 1899 kunde dock de franska och brittiska regeringarna komma överens om att Nilen och Kongofloden skulle utgöra gränsen mellan de två ländernas intressesfärer i östra Afrika.

## Resultat
Efter överenskommelsen 1899 kunde Frankrike befästa sina kolonier väster om Nilen och Kongofloden, samtidigt som Storbritanniens innehav av Egypten bekräftades av fransmännen. Att de två länderna kunde lösa konflikten banade även vägen för att britterna och fransmännen 1904 förklarade sin vänskap genom entente cordiale, något som sedermera skulle leda till trippelententen, ett av första världskrigets alliansblock.